# Business Software Alliance

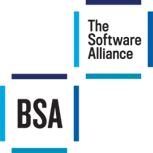
Logo-ul BSA (The Software Alliance) care, conform Wayback Machine, a început să apară pe website-ul BSA începând cu luna noiembrie, 2012. Același logo apare în data de 10 octombrie 2012 într-un video publicat de BSA.

Business Software Alliance (BSA) este o grupare de firme comerciale stabilită în 1988 la care participă mulți din cei mai mari producători de software din lume. Principala preocupare a grupului sunt metodele de păzire a drepturilor proprii de copyright. Dacă luăm numai SUA, încălcarea acestor drepturi produce pierderi de ordinul a 11 miliarde de dolari în fiecare an.
Veniturile grupului constau pe de o parte din taxele de membru ale companiilor participante, iar pe de altă parte din rezolvarea litigiilor cu firmele învinse la diverse procese.

## Membrii BSA
- Adobe Systems
- Apple Inc.
- Autodesk
- Avid Technology
- Bentley Systems
- Borland
- CA, Inc.
- Cadence Design Systems
- Cisco Systems
- CNC Software/Mastercam
- Dell
- EMC Corporation
- Entrust
- Hewlett-Packard
- IBM
- Intel Corporation
- McAfee
- Microsoft
- Monotype Imaging
- Network Associates
- Oracle Corporation
- PTC
- RSA Security
- SAP
- SolidWorks
- Sybase
- Symantec
- Synopsys
- The Mathworks
- UGS PLM Solutions Inc.

## Alte organizații
- Canadian Alliance Against Software Theft